# Swetlana Lwowna Alexejewa

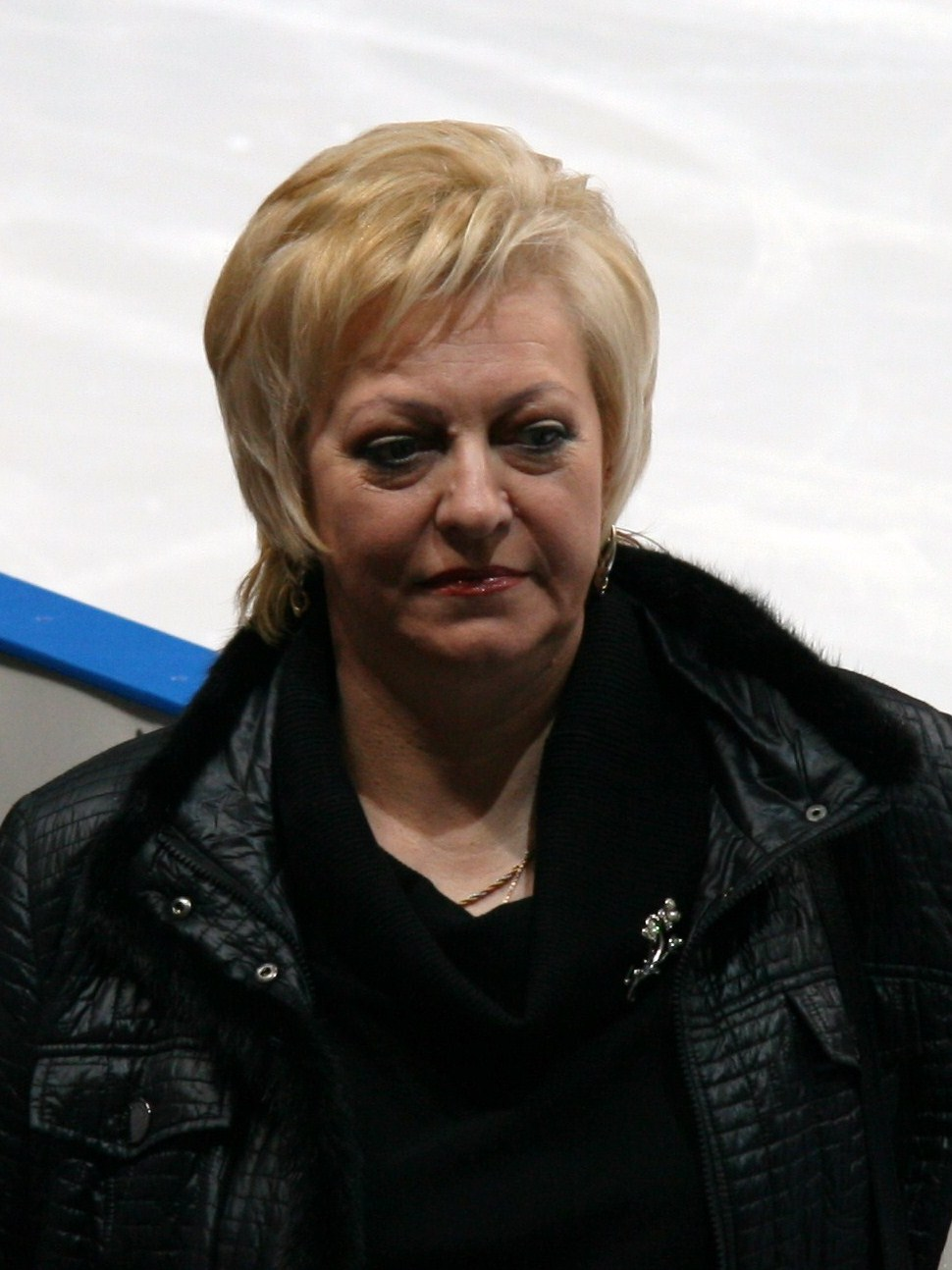
Swetlana Alexejewa, 2010

Swetlana Lwowna Alexejewa (russisch Светлана Львовна Алексеева; * 16. März, 1955 in Berlin) ist eine russische Eiskunstlauftrainerin und ehemalige sowjetische Eistänzerin. Sie ist Trägerin der Titel Meister des Sports internationalen Ranges und Verdiente Trainerin Russlands.

## Leben
Alexejewa absolvierte das Zentrale Moskauer Sportinstitut. Ihr Partner war Alexander Boitschuk, ihr Trainer Wiktor Ryschkin.
Nach Beendigung ihrer sportlichen Karriere arbeitete sie ab 1977 als Eiskunstlauftrainerin und spezialisierte sich auf den Eistanz. Sie trainierte unter anderem die Paarläufer Jelena Romanowskaja und Alexander Gratschow, Anastassija Platonowa und Alexander Gratschow, Jekaterina Rjasanowa und Jonathan Guerreiro sowie Maria und Jewgeni Borunow.
Die ersten 13 Jahre arbeitete Alexejewna mit Tatjana Tarassowa zusammen. In letzter Zeit führte sie das Training zusammen mit ihrer Tochter Jelena Kustarowa an der Moskauer Jugendsportschule Nr. 85 im FSC Blauer Vogel durch.
In ihrer Gruppe trainierten unter anderem  Jekaterina Bobrowa und Dmitri Solowjow (mehrfache Russische Meister, Europameister und WM-Bronzemedaillisten von 2013), Xenija Monko und Kirill Chaljawin (Juniorenweltmeister 2011 und zweifachen Gewinner des Finales im Grand Prix der Junioren) sowie die vierfachen estnischen Meister (2010 bis 2013) Taavi Rand und Irina Štork.

## Erfolge
| Wettbewerb/Wintersaison               | 1968–1969 | 1969–1970 | 1970–1971 | 1971–1972 | 1972–1973 | 1973–1974 |
| ------------------------------------- | --------- | --------- | --------- | --------- | --------- | --------- |
| UdSSR-Meisterschaft                   | -         | 4.        | -         | -         | 4.        | 3.        |
| Preis der Zeitung Moskowskije Nowosti | -         | -         | -         | -         | 3.        | -         |
| UdSSR-Pokal                           | 2.        | -         | 1.        | 2.        | 1.        | 3.        |
| UdSSR-Juniorenmeisterschaft           | -         | 1.        | -         | -         | -         | -         |